# Eleusine tristachya
Eleusine tristachya là một loài thực vật có hoa trong họ Hòa thảo. Loài này được (Lam.) Lam. mô tả khoa học đầu tiên năm 1792.